# Strada europea E65
La strada europea E65  è una strada di classe A e, come si evince dal numero, è una dorsale Nord-Sud. Collega Malmö, in Svezia, a La Canea, in Grecia, con un percorso lungo 4400 km, attraverso Polonia, Repubblica Ceca, Slovacchia, Ungheria, Croazia, Bosnia, Montenegro, Kosovo e Macedonia del Nord. Il tratto di strada sulla costa orientale del Mar Adriatico passante in Croazia, Bosnia e Montenegro viene chiamato Jadranska Magistrala, Strada Maestra Adriatica. Nel tragitto sono compresi due tratti a mezzo traghetto il primo tra Svezia e Polonia e il secondo tra la Grecia continentale e l'isola di Creta dove l'itinerario ha termine.

## Itinerario

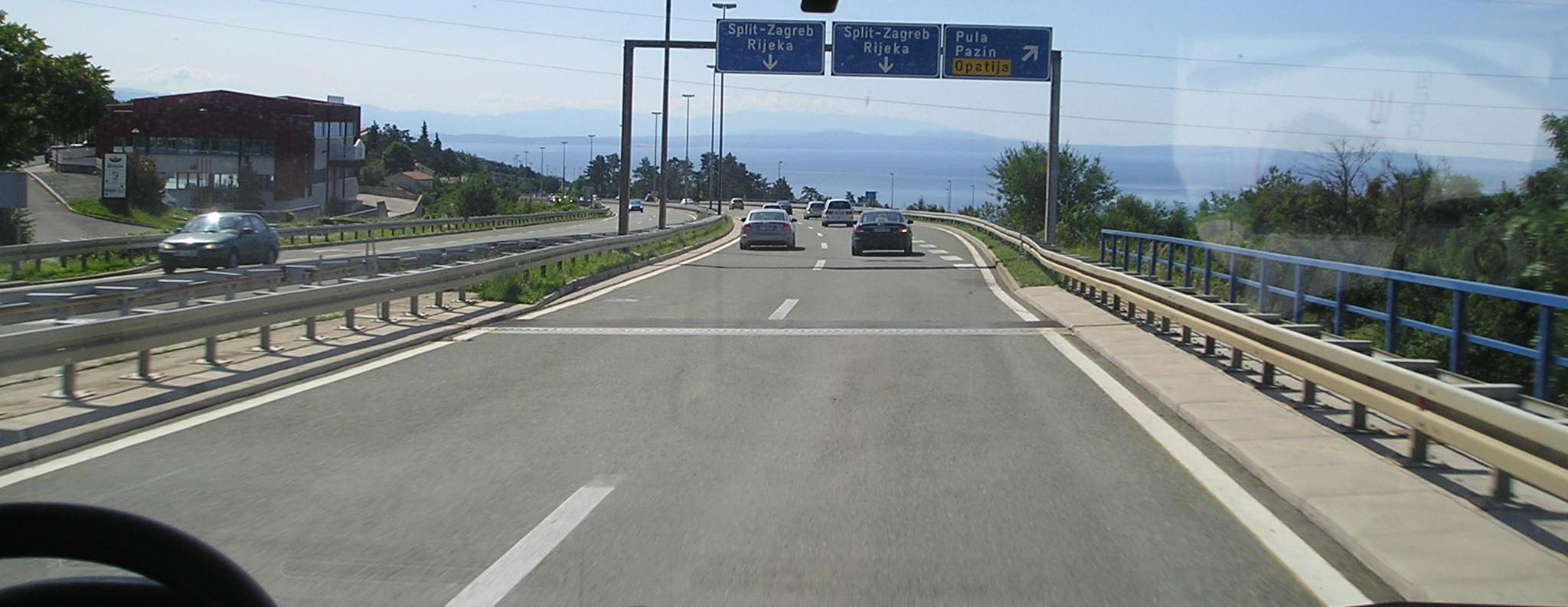
La E65 presso Fiume, in Croazia

### Svezia
- Malmö – Ystad (58.0 km)
- Attraversamento del Mar Baltico con il traghetto Ystad-Świnoujście

### Polonia
- Strada 3: Świnoujście – Wolin – Goleniów – Stettino – Gorzów Wielkopolski – Świebodzin – Zielona Góra – Lubin - Legnica – Jelenia Góra (439.0 km)

### Repubblica Ceca
- Strada I/10: Harrachov – Železný Brod – Turnov (78.7 km)
- Autostrada D10: Turnov – Mladá Boleslav – Praga (94.8 km)
- Autostrada D0: raccordo anulare di Praga
- Autostrada D1: Praga – Jihlava – Brno - Lanžhot (272.0 km)

### Slovacchia
- D2: Kúty - Bratislava - Čunovo (80.4 km)

### Ungheria
- M15: Rajka - Hegyeshalom - Mosonmagyaróvár
- Strada 86: Mosonmagyaróvár – Csorna – Szombathely - Körmend
- Strada 76: Körmend – Zalaegerszeg
- Strada 74: Zalaegerszeg – Nagykanizsa
- M7: Nagykanizsa – Letenye

### Croazia
- A4: Goričan – Novi Marof – Zagabria
- Passante di Zagabria (A3)
- A1: Zagabria – Karlovac - Bosiljevo
- A6: Bosiljevo – Fiume
- D8 (A7): Fiume – Segna
- D8: Segna – Zara
- A1: Zara – Sebenico – Spalato – Fort'Opus

### Bosnia Erzegovina
- Strada M-2: Neum

### Croazia
- D8: Stagno - Ragusa - Debeli Brijeg

### Montenegro
- Strada M-1: Castelnuovo - Castellastua
- Strada M-2: Castellastua – Podgorica – Bijelo Polje
- Strada M-5: Bijelo Polje - Bać

### Serbia
- Strada statale 22: Špiljani - Popiće
- Strada statale 32: Popiće - Vitkoviće

### Kosovo
- Strada M-2: Banje - Hade e Re
- Autostrada R7: Hade e Re - Uglarë
- Autostrada R6: Uglarë - Hani i Elezit

### Macedonia del Nord
- Strada M3: Blace - Skopje
- Strada M4: Skopje – Kičevo – Ohrid
- Strada M5: Ohrid – Bitola
- Strada 26: Bitola - Medžitlija-Níki

### Grecia
- Strada GR-3/GR-30: Niki – Vevi – Kozani – Larissa – Domokos – Lamia
- Strada GR-1: Lamia – Damasta
- Strada 27: Damasta - Brallos - Amfissa – Itea
- Strada 48: Itea – Antirrion
- Ponte Rion-Antirion
- Strada GR-8A: Rhion – Egion – Corinto
- Autostrada A7: Corinto – Tripoli – Calamata
- Attraversamento del Mar Egeo con il traghetto Calamata-Kissamos
- Strada 90: Kissamos – La Canea